# Mistrovství světa v sudoku

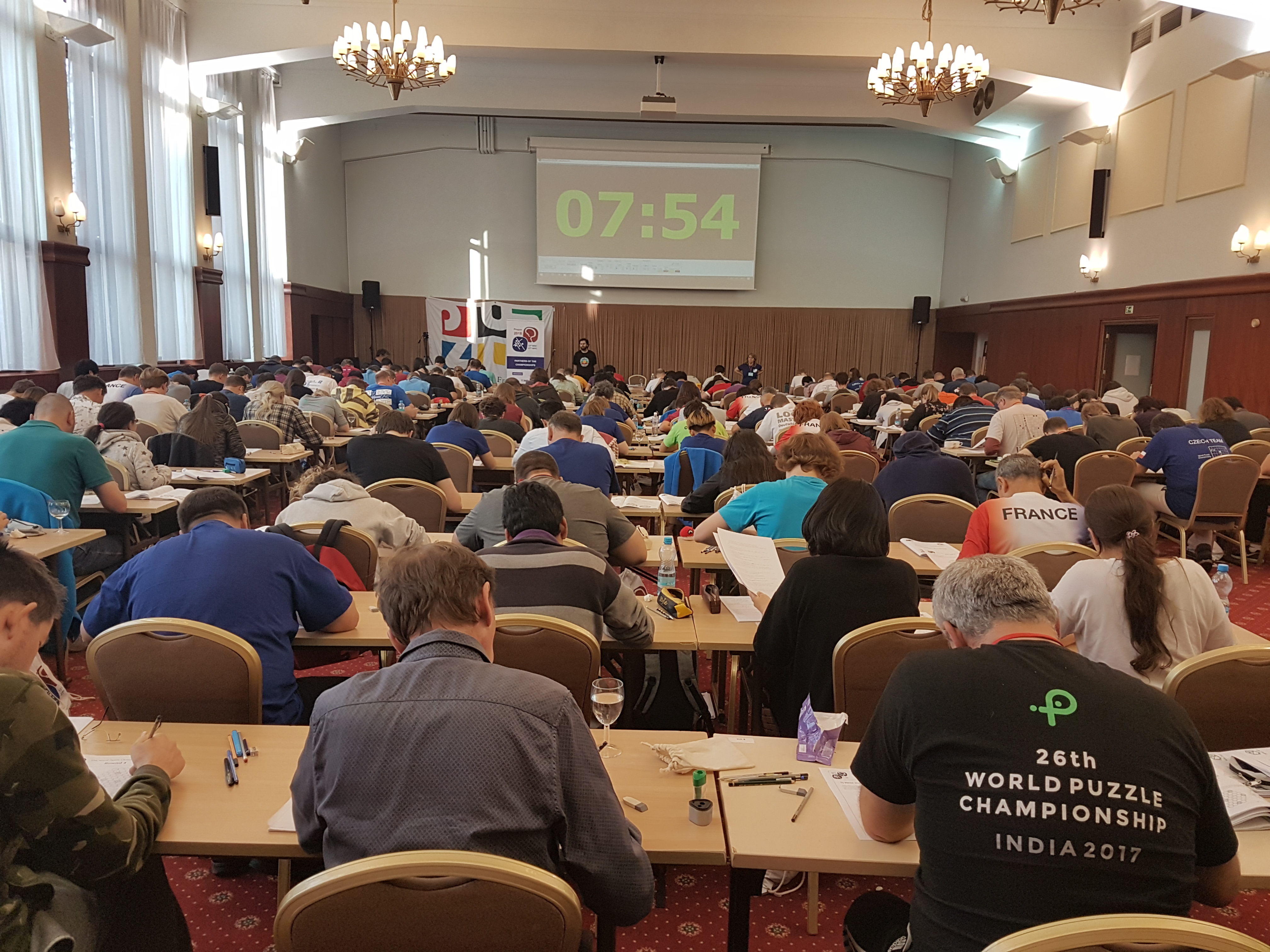
Mistrovství světa v sudoku 2018, Praha

Mistrovství světa v sudoku (známé též pod zkratkou WSC – „World Sudoku Championship“) je každoroční mezinárodní soutěž v řešení sudoku, která se koná pod dohledem Světové hádankářské federace (World Puzzle Federation). První mistrovství světa se konalo v roce 2006 v italské Lucce. První mistryní světa se tenkrát stala Češka Jana Vodičková (roz. Tylová).  Dvakrát se konalo také v Praze (2007, 2018). Soutěží se nejen v kategorii jednotlivců, ale i v týmové soutěži. Vyhlašována jsou také kategorie do 18 let a nad 50 let.
Poslední MS se konalo od 29. září do 2. října 2019 v německém Kirchheimu.  Mistrovství světa, které mělo proběhnout v říjnu 2020 v čínské Šanghaji, se kvůli pandemii koronaviru konat nebude, s největší pravděpodobností bude odloženo o rok. 
Nejúspěšnějším řešitelem sudoku je Japonec Kota Morinishi, který dokázal zvítězit čtyřikrát (2014, 2015, 2017 a 2018). Tři tituly mistra světa má Američan Thomas Snyder (2007, 2008 a 2011) a rovněž Jan Mrozowski z Polska (2009, 2010 a 2012).
Od roku 2007 se pravidelně koná také týmová soutěž. Nejúspěšnějším týmem je Japonsko s pěti tituly (2007, 2012, 2014, 2015 a 2018). Česká republika (2008, 2016), Německo (2010, 2011) a Čína (2013, 2017) dokázaly zvítězit dvakrát. Na jeden titul dosáhlo také Slovensko (2009).
Od roku 2011 se MS v sudoku koná společně během jednoho týdne s MS v řešení logických úloh. 

## Účastníci
Světová hádankářská federace má v současnosti 32 členských zemí. Za určitých podmínek se soutěže mohou účastnit i jednotlivci, jejichž země zastoupena není.  Mistrovství světa se obvykle účastní okolo 200 hráčů. Nejvyšší počet účastníků mělo MS 2018 v Praze, kterého se zúčastnilo 247 hráčů ze 33 zemí světa. 

## Kvalifikace
Na mistrovství světa mohou oficiálně reprezentovat každou zemi čtyři hráči, kteří zároveň tvoří A-tým. Zúčastnit se může více hráčů (záleží na organizátorech, limit není stanoven), ti se ale do oficiálního pořadí nezapočítávají. V kategoriích do 18 a nad 50 let se do oficiálních výsledků těchto kategorií započítávají i hráči, kteří v hlavní kategorii soutěží neoficiálně.
O složení reprezentačního týmu rozhoduje národní asociace. Kvalifikační proces se v různých zemích liší. Například v České republice, kde se oproti jiným zemím koná velké množství živých turnajů, o nominaci rozhoduje dlouhodobý žebříček, do kterého se započítávají živé i online turnaje  s různou váhou. Jiné země, jako třeba Německo nebo Polsko, vybírají své reprezentanty jen na základě výsledků národního šampionátu, který je mnohdy jediným turnajem v daném roce. Některé země, kde se národní šampionát nekoná, jako třeba Švýcarsko, pořádají kvalifikační turnaj, který je zpravidla online. 

## Průběh soutěže
Soutěž zpravidla trvá dva soutěžní dny. Je rozdělena do několika kol. Soutěž jednotlivců mívá okolo deseti kol a je doplněna několika týmovými koly (3-4). Každé soutěžní kolo trvá předepsanou dobu, která se obvykle pohybuje mezi 20 a 90 minutami. Hráč dostane arch se soutěžními úlohami, každá úloha má předem stanovený počet bodů. Pokud hráč úlohu vyřeší správně, obdrží předepsaný počet bodů. Soutěžní skóre v každém kole je určeno součtem bodů za správně vyřešené úlohy. Pokud hráč vyřeší během časového limitu správně všechny úlohy, za každou ušetřenou minutu obdrží časový bonus, který je přičten k soutěžnímu skóre. 
Pořadí v soutěži je určeno součtem všech dílčích skóre za jednotlivá kola. Po odehrání všech kol většinou následuje play-off pro 10 nejlepších hráčů, mezi kterými se rozhodne o konečném pořadí. Pořadí v týmové soutěži je určeno součtem skóre jednotlivých členů týmu v základní části soutěže jednotlivců, k čemuž je přičteno skóre z týmových kol.

## Přehled výsledků
| Rok  | Místo konání | Pořadatelská země | Jednotlivci    | Jednotlivci        | Jednotlivci                                          | Týmy            | Týmy            | Týmy            |
| Rok  | Místo konání | Pořadatelská země | Zlato          | Stříbro            | Bronz                                                | Zlato           | Stříbro         | Bronz           |
| ---- | ------------ | ----------------- | -------------- | ------------------ | ---------------------------------------------------- | --------------- | --------------- | --------------- |
| 2019 | Kirchheim    | Německo           | Ken Endo       | Kota Morinishi     | Dai Tantan                                           | Čína            | Japonsko        | Česká republika |
| 2018 | Praha        | Česká republika   | Kota Morinishi | Bastien Vial-Jaime | Tiit Vunk                                            | Japonsko        | Čína            | Německo         |
| 2017 | Bengalúr     | Indie             | Kota Morinishi | Tiit Vunk          | Qiu Yanzhe                                           | Čína            | Japonsko        | Francie         |
| 2016 | Senec        | Slovensko         | Tiit Vunk      | Jakub Ondroušek    | Kota Morinishi                                       | Česká republika | Čína            | Japonsko        |
| 2015 | Sofie        | Bulharsko         | Kota Morinishi | Tiit Vunk          | Jakub Ondroušek                                      | Japonsko        | Čína            | Česká republika |
| 2014 | Londýn       | Velká Británie    | Kota Morinishi | Tiit Vunk          | Bastien Vial-Jaime Jakub Ondroušek (dělené umístění) | Japonsko        | Německo         | Čína            |
| 2013 | Peking       | Čína              | Jin Ce         | Kota Morinishi     | Jakub Ondroušek                                      | Čína            | Česká republika | Japonsko        |
| 2012 | Kraljevica   | Chorvatsko        | Jan Mrozowski  | Kota Morinishi     | Hideaki Jo                                           | Japonsko        | Česká republika | Čína            |
| 2011 | Eger         | Maďarsko          | Thomas Snyder  | Kota Morinishi     | Tiit Vunk                                            | Německo         | Česká republika | USA             |
| 2010 | Filadelfie   | USA               | Jan Mrozowski  | Jakub Ondroušek    | Hideaki Jo                                           | Německo         | Česká republika | Japonsko        |
| 2009 | Žilina       | Slovensko         | Jan Mrozowski  | Branko Ceranic     | Robert Babilon                                       | Slovensko       | Česká republika | Srbsko          |
| 2008 | Goa          | Indie             | Thomas Snyder  | Yuhei Kusui        | Jakub Ondroušek                                      | Česká republika | Japonsko        | Německo         |
| 2007 | Praha        | Česká republika   | Thomas Snyder  | Yuhei Kusui        | Peter Hudák                                          | Japonsko        | USA             | Česká republika |
| 2006 | Lucca        | Itálie            | Jana Tylová    | Thomas Snyder      | Wei-Hwa Huang                                        | -               | -               | -               |

Od roku 2013 jsou udělovány medaile i v kategoriích do 18 a nad 50 let.
| Rok  | Místo konání | Pořadatelská země | Do 18 let   | Do 18 let  | Do 18 let     | Nad 50 let                | Nad 50 let     | Nad 50 let       |
| Rok  | Místo konání | Pořadatelská země | Zlato       | Stříbro    | Bronz         | Zlato                     | Stříbro        | Bronz            |
| ---- | ------------ | ----------------- | ----------- | ---------- | ------------- | ------------------------- | -------------- | ---------------- |
| 2019 | Kirchheim    | Německo           | Ming Letian | Hu Yuxuan  | Huang Mingrui | David McNeill             | Zoran Tanasic  | Joshua Zucker    |
| 2018 | Praha        | Česká republika   | Ming Letian | Dai Tantan | Chen Shiyu    | Michael Smit              | Mark Goodliffe | Taro Arimatsu    |
| 2017 | Bengalúr     | Indie             | Dai Tantan  | Hu Yuxuan  | Ming Letian   | David McNeill             | Mark Goodliffe | Michael Smit     |
| 2016 | Senec        | Slovensko         | Qiu Yanzhe  | Chen Shiyu | Sun Cheran    | Zoran Tanasic             | Mark Goodliffe | Taro Arimatsu    |
| 2015 | Sofie        | Bulharsko         | Sun Cheran  | Dai Tantan | Chen Nuo      | David McNeill             | Mark Goodliffe | Zoran Tanasic    |
| 2014 | Londýn       | Velká Británie    | Dai Tantan  | Jin Ce     | Sun Cheran    | David McNeill             | Jiří Hrdina    | Stefano Forcolin |
| 2013 | Peking       | Čína              | Jin Ce      | Sun Cheran | Qiu Yanzhe    | Henning Kalsgaard Poulsen | Liang Yue      | Stefano Forcolin |